# Jacques-Auguste de Thou
Jacques Auguste de Thou (Parigi, 8 ottobre 1553 – Parigi, 7 maggio 1617) è stato un magistrato, storico e scrittore francese, e uomo politico.

## Biografia

Blasone della famiglia de Thou: D'argento, a una spina di pesce, due tafani in cima ed uno in punta, tutto in sabbia

Nato a Parigi, figlio di Christophe de Thou (1508-1582), primo presidente del Parlamento di Parigi, nipote di Nicolas de Thou, Vescovo di Chartres dal 1573 al 1598, fa i suoi studi di legge in diverse università francesi, principalmente a Valence.
La sua costituzione gracile e la sua posizione di figlio minore lo destinano ad una carriera ecclesiastica: diventa canonico del chiostro di Notre-Dame nel 1573, poi consigliere del clero al Parlamento nel 1578.
Durante il suo viaggio in Italia (1572-1576), dove ha accompagnato l'ambasciatore Paul de Foix, poi al ritorno quando si stabilì in Guienna, ebbe sempre lo scopo di incontrare gli eruditi più eminenti del suo tempo, come Marc-Antoine Muret, Paolo Manuzio, François Viète, cui lascerà una biografia, o Montaigne. È anche in Guienna che incontrò Enrico di Navarra, il futuro re Enrico IV.
Nel 1584, su richiesta della sua famiglia, abbandona la carriera ecclesiastica per diventare maître des requêtes (uditore al Consiglio di Stato) al Parlamento di Parigi nel 1585 e consigliere di Stato nel 1588. Si oppone alla Lega cattolica.
Fedele al re Enrico III, lo segue a Chartres dopo la giornata delle barricate nel 1588, poi parte in missione nelle province per annunciare la riunione degli Stati generali del 1588-1589.
Dopo l'assassinio di Enrico duca di Guisa, egli lavora alla riconciliazione di Enrico III con Enrico di Navarra nell'aprile 1589, e in Germania con Gaspard de Schomberg cercando l'appoggio dei principi protestanti contro la Lega Cattolica.
Alla morte del re Enrico III, entra al servizio di Enrico di Navarra, divenuto re Enrico IV di Francia, col quale visse cinque anni in campagna. Nel 1593, Enrico IV lo nomina Gran Maestro della Biblioteca del Re. Ha un ruolo importante nella conferenza di Suresnes, che prepara l'ingresso a Parigi di Enrico IV il 22 maggio 1594, come pure nella stesura dell'Editto di Nantes (1598). Président à mortier nel 1595, fa registrare l'editto di Nantes nel 1598.
Dopo la morte di Enrico IV e dopo la sua condanna da parte della Chiesa, la carica di primo presidente, che gli era stata promessa, è offerta il 9 aprile 1611 ad un altro magistrato, il cattolicissimo Nicolas de Verdun. De Thou, molto deluso, deve accontentarsi di un posto al Consiglio delle Finanze (che ha sostituito la carica di Surintendant des finances dal 1611 al 1614).
Durante la reggenza di Maria de' Medici, prende parte ai negoziati del trattato di Sainte-Menehould (1614) e di Loudun (1616) tra la Corte reale francese e Enrico II di Condé. Ha usato la sua influenza nel consiglio reale per sostenere il Gallicanesimo, e riuscì a evitare l'applicazione dei trattati tridentini in Francia che gli attirarono così l'ostilità del papato.

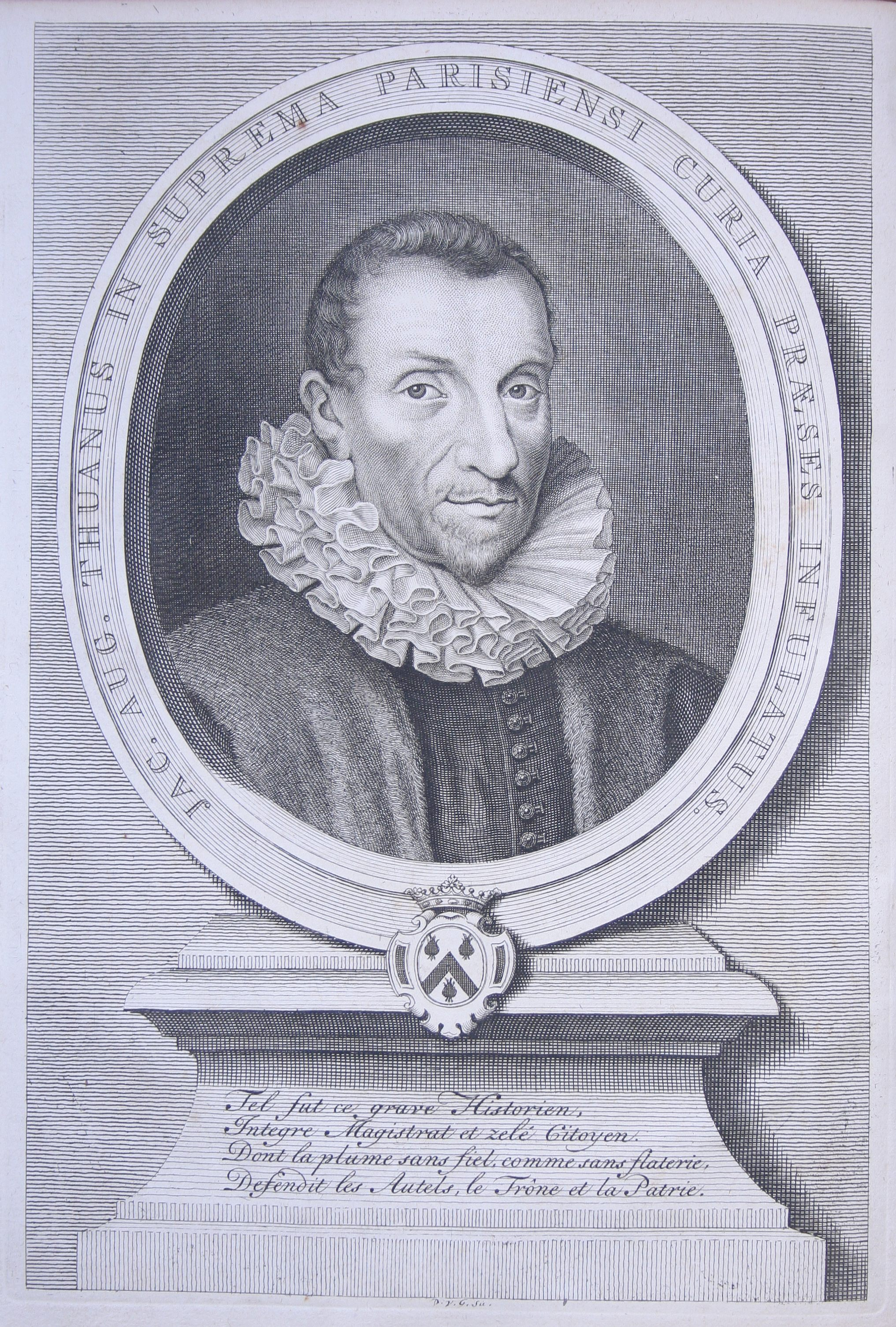
Ritratto nel frontespizio dell'edizione del 1740 (copia nella biblioteca di famiglia a Gray)

Latinista eminente, pubblica diversi libri di poemi latini, specialmente a Tours, da Jamet Mettayer ma la celebrità gli viene dalle Historiae sui temporis, storia contemporanea riguardante gli anni dal 1543 al 1607, che saranno tradotte dal latino in francese nel 1734. Nel suo libro, di cui il primo volume appare nel 1604, il magistrato si schiera dalla parte della tolleranza religiosa, attacca gli eccessi del clero cattolico e osserva verso i protestanti un atteggiamento comprensivo, il che fa mettere il suo libro all'Index Librorum Prohibitorum nel 1609.

Essi sono stati pubblicati:
- nel 1604, per la prima parte, che copre gli anni 1546-60,
- nel 1606, per la seconda parte, che copre gli anni 1560-72,
- nel 1607, per la terza parte, che copre gli anni 1572-74,
- nel 1608, per la quarta parte, che copre gli anni 1574-84.

Avrebbe voluto completare l'opera fino al regno di Enrico IV (1610), ma muore senza aver completato l'anno 1607.
L'ultima parte incompiuta fu pubblicata nel 1620 dai suoi amici Pierre Dupuy e Nicolas Rigault.
L'influenza dei Cardinali Arnaud d'Ossat e di Jacques du Perron fecero condannare la sua opera a Roma, e il Parlamento di Parigi replica condannando il libro del Cardinale Roberto Bellarmino sul potere del Papa. Finalmente, questa messa all'indice fu levata nel 1609.
De Thou commette degli errori sui fatti e di valutazione. Così, nella sua descrizione di Maria Stuarda, fu notevolmente influenzato da Buchanan, nemico acerrimo della regina. Questo non ha impedito al suo lavoro di avere una grande diffusione: il Cardinale teologo Jacques Bénigne Bossuet, che lo cita molte volte nella sua Histoire des variations des Églises protestantes, lo definisce « un grande autore, uno storico credibile ».
Nel 1620, la sua Vita (Mémoires) fu pubblicata in latino. Essa copre il periodo 1553-1601 ed è una fonte importante per la storia religiosa e la letteraria del periodo. Alcuni hanno sostenuto che il suo amico Nicolas Rigault ne sia stato l'autore.
Vedovo di Marie Barbançon nel 1601, si risposò l'anno seguente con Gasparde de La Chastre.
Suo figlio maggiore François-Auguste de Thou (1607-42), fu fatto decapitare da Richelieu per aver mantenuto il segreto nella cospirazione di Enrico Coiffier de Ruzé d'Effiat-Cinq-Mars con gli Spagnoli contro Luigi XIII.

## Biblioteca
Erede della famosa collezione di suo padre, "dimostra la sua grandezza sotto il profilo bibliografico e arricchisce la sua collezione di un gran numero di libri rari e curiosi". La biblioteca formata da Jacques-Auguste era famosa e fu aperta a studenti e stranieri. Rimase in famiglia fino al 1680, anno in cui fu acquistata quasi interamente da Jean-Jacques Charron, marchese di Ménars. Essa passa nel XVIII secolo al casato dei Rohan-Soubise.
Contava 12 729 volumi. Egli aveva accumulato una biblioteca accademica ed enciclopedico, rimasta senza rivali a Parigi fino alla metà del XVII secolo, dove c'erano migliaia di manoscritti e ottomila volumi stampati.
La sua biblioteca fu venduta in blocco da suo figlio al marchese di Ménars. Essa fu definitivamente dispersa nel 1789 con la vendita al principe di Rohan-Soubise.

Possedeva le proprietà di Angervilliers e di Villebon-sur-Yvette, vicino a Parigi.

## Pubblicazioni
- Hieracosophiou, sive De Re Accipitraria Libri Tres. Parigi, Mamert Patisson, 1584. Questo poema sulla caccia con il falcone, scritta in esametro dattilico latino, è stata composta durante gli anni 1581-1582 (quando l'autore aveva 29 anni) in viaggio col suo amico Pierre Pithou attraverso Languedoc e Provenza dove senza dubbio in quel momento la falconeria era comunemente praticata.

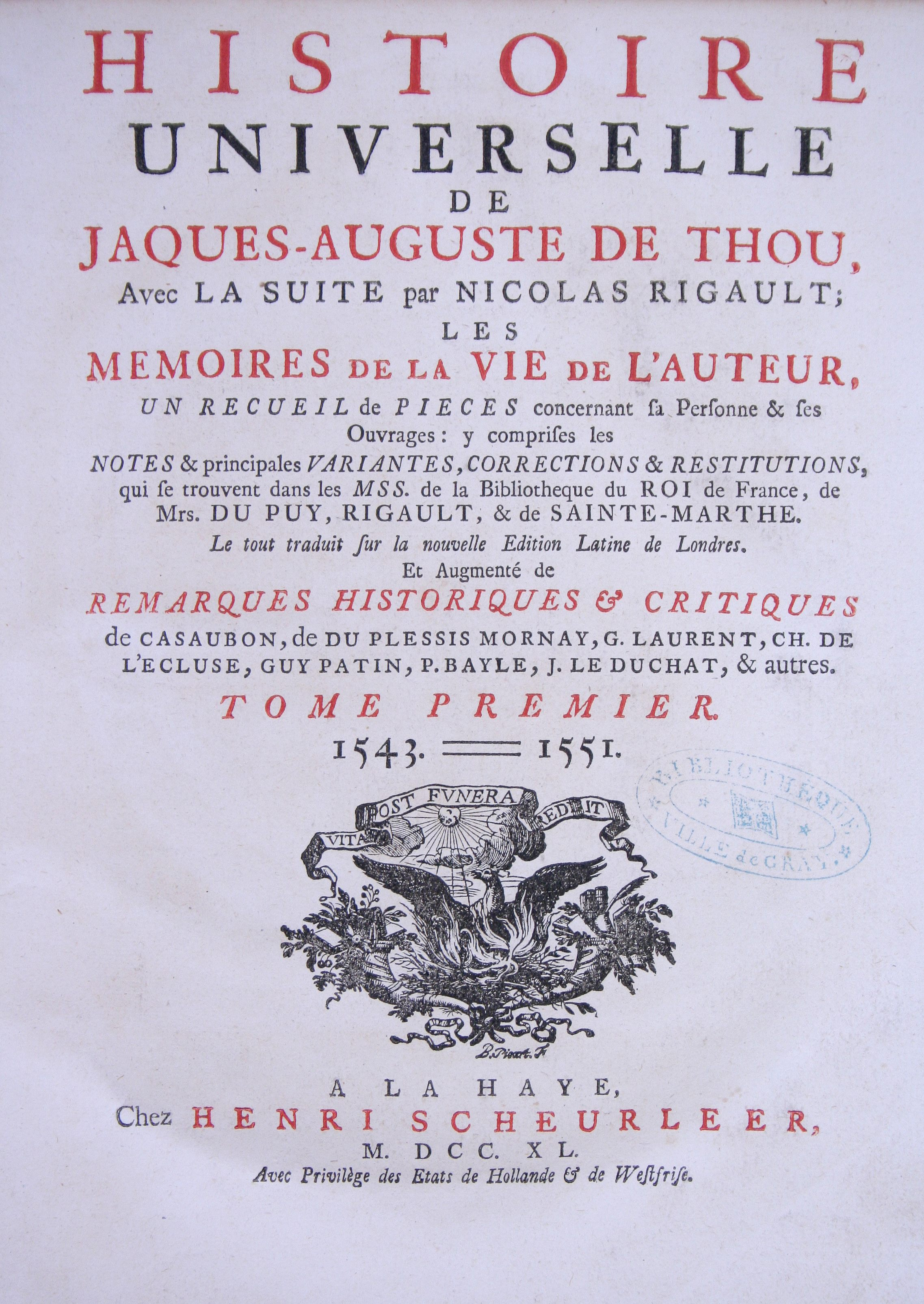
Edizione del 1740 (copia nella biblioteca di famiglia a Gray)

- Historiae sui temporis:
Principale opera dello storico Jacques Auguste de Thou. Scritta in latino per un pubblico colto, la sua storia riguarda un periodo di grandi calamità e fu iniziata nel 1593. Enrico IV esprimeva il suo dispiacere che questo volume gli causava e dichiara di aver comandato «...di fermare la messa in vendita.». L'opera fu messa all'Indice il 14 novembre 1609. Gli ultimi 12 libri furono scritti tra il 1612 e il 1614. La sua Historia sui temporis è un vasto panorama della storia europea dal 1543 al 1607. De Thou parla con libertà critica del clero e mostra per i protestanti un'indulgenza che gli mise il libro all'indice già nel 1609. Dopo la morte di Enrico IV, si vide rifiutare da Maria de' Medici la carica di primo Presidente al Parlamento, che gli era stata promessa. La sua storia fu tradotta in francese nel 1734. Ha scritto inoltre le sue memorie dal 1553 al 1601, tradotte dal 1711.
Il testo latino è stato stampato a Parigi, Ginevra, Francoforte e a Londra e la storia delle diverse edizioni e revisioni è assai complicata. (S. Kinser, The Works...):
Parigi: veuve de Mamert Patisson, 1604, 1 vol. in-folio soltanto
Parigi: Ambrose et Jérôme Drouart, 1604-1608, 5 vol. in-8°
Parigi: Ambrose e Jérôme Drouart, 1606-1609, 4 vol. in-folio
Parigi: Jérôme Drouart, 1609-1614, 11 vol. in-12
Parigi: Robert Estienne, 1618, 1 vol. in-folio
Ginevra: Pierre de La Rovière, 1620, 5 vol. in-folio
Ginevra: eredi di Pierre de La Rovière, 1626-1630, 5 vol. in-folio
Francoforte: Kopff, 1608-1621, 4 vol. in-folio
Francoforte: Kopff, 1609-1658, 4 vol. in-folio
Francoforte: Kopff, 1614-1621, 5 vol. in-8°
Francoforte: Kopff et Ostern, 1625-1628, 4 vol. in-folio
Londra: Samuel Buckley, 1733, 7 vol. in-folio

- Histoire universelle depuis 1543 jusqu'en 1607. (Storia universale dal 1543 al 1607)
Tradotta dall'edizione in latino di Londra. A Londra 1734. L'edizione più completa e parimenti la più bella. L'erudizione di De Thou è immensa: ha letto quasi tutta la storia scritta dagli storici francesi e italiani ed ha raccolto moltissime informazioni di prima mano. Tuttavia a volte commette degli errori sui fatti. La sua imparzialità è famosa. Possiamo anche dire che si è sforzato di voler tenere uguale equilibrio tra le due parti, de Thou lo ha fatto a volte a favore degli ugonotti o per lo meno delle "politiche". Egli esprime le idee dei realisti del parlamento. È per questo che la sua storia fu nel 1609 messa all'Indice.

- 1598 Piccolo poema scritto nella casa di Antoine Rabelais che malmenava qualche volta suo figlio Maître François Rabelais

- Vita (Commentariorum de sua vita libri sex, titolo dell'editio princeps), noto anche come  Mémoires (Memorie).